# Umjetnička škola Luke Sorkočevića u Dubrovniku
Umjetnička škola Luke Sorkočevića je osnovnoškolska i srednjoškolska obrazovna ustanova u Dubrovniku. U sklopu ustanove djeluju osnovna glazbena i baletna škola, te srednja škola sa smjerovima za glazbu i likovni dizajn koja radi po gimnazijskom programu.
Umjetnička škola omogućuje učenje sljedećih glazbenih instrumenata:
glasovir,
violina,
oboa,
tuba,
harmonika,
violončelo,
klarinet,
flauta,
udaraljke,
kontrabas,
truba,
saksofon,
gitara,
rog,
blok flauta,
trombon,
fagot.
Škola je dobila ime po Luki Sorkočeviću, dubrovačkom skladatelju iz 18. stoljeća.

## Vanjske poveznice
- Službene stranice  Arhivirana inačica izvorne stranice od 2. veljače 2012. (Wayback Machine)